# Paul Masson
Paul Masson (født 30. november 1874, død 30. november 1944) var en fransk cykelrytter. Han deltog i de første olympiske lege i 1896 i Athen, Grækenland, hvor han stillede op i tre konkurrencer og vandt dem alle.

## Cykelkarriere
Masson havde vundet flere løb siden 1894 på nationalt plan samt et internationalt løb samme år. Han fik dog ikke lov til at stille op til VM året efter, men efter at have vundet et par løb i Belgien, blev han en del af det franske landshold. Ved OL i 1896 var han meldt til i tre banediscipliner samt landevejsløbet. Han deltog dog ikke i landevejsløbet, som fandt sted dagen efter baneløbene og her stillede han først op i 2 kilometer sprint, hvor yderligere tre ryttere deltog. På en ret kold dag blev der ikke kørt alt for hurtigt indtil slutningen, hvor Masson trak fra og sejrede i tiden 4.58,2 minutter foran grækeren Stamatios Nikolopoulos, mens en anden franskmand, Léon Flameng blev nummer tre. Kort efter stillede han også op i 10 km løb, hvor der deltog seks ryttere. Masson og Flameng var hurtigst, og Masson vandt i en tæt spurt i tiden 17.54,2 minutter, 0,4 sekund foran Flameng, mens østrigske Adolf Schmal blev nummer tre. Knap et par timer senere stillede han op i tidskørslen på 333⅓ m, og her var der otte deltagere. Også her vandt Masson, da han brugte 24 sekunder, mens Nikolopoulus og Schmal begge brugte 26 sekunder; i en omkamp sikrede Nikolopoulus sig andenpladsen godt et sekund foran Schmal.
Efter OL blev Masson professionel og kaldte sig herefter Paul Nassom (efternavnet stavet bagfra). Hans største bedrift som professionel var, da han blev nummer tre ved VM i sprint i 1897.